# Gerard le Heux
Gerard Willem le Heux (Deventer, 7 mei 1885 - Den Haag, 8 juni 1973) was een Nederlands ruiter en militair.
Majoor Le Heux nam deel aan de Olympische Zomerspelen in 1928 en 1936. In 1928 werd hij met Valérine op het onderdeel dressuur individueel twaalfde en won hij met het Nederlands team, dat verder bestond uit Jan van Reede en Pierre Versteegh, een bronzen medaille. In 1936 werd hij met Zonnetje 2 individueel negentiende en met het team vijfde op de dressuur. Hij was gehuwd met Sieuwke Hijner (ca. 1895-1945). Hij was lid van de onderofficiersruitersclub Wilhelmina en later bestuurslid van het Noord-Nederlandsch Warmbloedpaardenstamboek (NWP) voor verrichtingen.